# Casali
Casali je blagovna znamka avstrijskega proizvajalca slaščic Manner. Izhaja iz istoimenskega podjetja, ki ga je leta 1970 prevzel Manner. Od takrat Manner pod imenom Casali ponuja čokoladne banane, rumove pralineje in druge sladkarije.

## Zgodba
Korenine podjetja Casali segajo v leto 1792. Takrat je Joseph Casali v Trstu ustanovil podjetje, ki je proizvajalo Rosolio (liker iz cvetnih listov vrtnice), rum in punč. Casalijeve žgane pijače in likerje so prodajali po vsej monarhiji. Leta 1804 je sin Julian Casali prevzel podjetje, ki je bilo že znano po vsem cesarstvu in je oskrbovalo tudi avstrijski cesarski dvor.
Med francoskimi vojnami na začetku 19. stoletja so se gospodarske razmere v Trstu poslabšale, zato je Julian Casali leta 1810 prosil cesarja Franca I., da celotno podjetje preseli na Dunaj. Po odobritvi je Casali zgradil nov proizvodni obrat na Dunaju, na današnji Margaretenstrasse 91.
Leta 1863 je podjetje postalo last njegovega nečaka Josepha Coloquattija. Podjetje je poimenoval »J. Casalijev nečak”.
Leta 1913 je bilo podjetje prodano Adolfu Beeru. S tremi sinovi je podjetje uspešno vodil skozi prvo svetovno vojno. Družina Beer je proizvodnjo razširila še na slaščice. Tako so nastale že znane čokoladne banane in druge sladkarije.
Leta 1935 se je podjetje preselilo v večjo stavbo podjetja v Favoriten. Proizvodni program je obsegal vaflje, piškote in bombonjere.
Po »anšlusu« je bil Casali arijeniziran. Med drugo svetovno vojno so bombe močno poškodovale proizvodne obrate na Laxenburger Strasse.
Po koncu vojne je bilo podjetje vrnjeno družini Beer. Ko pa je družina že zgradila novo tovarno slaščic v Venezueli, so avstrijsko podjetje prodali. Leta 1955 je Franz Andres, ki je leta 1948 ustanovil podjetje Napoli, to kupil in podjetji združil. Tako je Casali-Napoli za Mannerjem postal drugi največji proizvajalec slaščic v Avstriji.
Še vedno so izdelovali likerske specialitete in žganja ter alkoholne slaščice. Znane Mozartove kroglice je izdelal tudi Casali.
Leta 1970 je podjetje Casali-Napoli kupil Manner, s čimer je skupina postala vodilna na avstrijskem trgu.

## Izdelki
Eden najbolj znanih izdelkov Casali je čokoladna banana. Ta sladica je bila izumljena ali razvita med prvo svetovno vojno. Adolf Beer je razvil sladkorno peno z okusom banane. Oblit s čokolado je bil narejen tudi v obliki banane.
V tem slogu so ga proizvajali do šestdesetih let 20. stoletja. Takrat so ga prvič napolnili s pravo bananino kašo. V osemdesetih letih 20. stoletja je bila sklenjena licenčna pogodba s Chiquita bananami, katere logotip je bil od takrat naprej nameščen na škatli skupaj z besedami "seveda z bananami Chiquita". To je bilo v začetku leta 2015 opuščeno v korist Fairtrade International; Od takrat Casali oglašuje s svojim pečatom in z dejstvom, da jih je skupno 58 % sestavin v slaščicah proizvedenih v skladu s standardi, ki jih določa “Fairtrade International”. Od takrat banane, ki se uporabljajo za proizvodnjo, niso bile več dodeljene določenemu izvozniku.
Znan izdelek so tudi rum-kokosove kroglice, ki so za razliko od običajnih rumovih kroglic sestavljene iz čokoladno-kokosove mešanice in polnilom s tekočim rumom.

## Spletne povezave
- Manner AG - Zgodovina Casali
- Spletno mesto Casali